# Вулиця Садибна (Львів)
Вулиця Садибна — вулиця у Сихівському районі міста Львова, місцевість Сихів. Сполучає вулиці Майданну, Кавалерідзе та Коломийську між собою. Прилучається вулиця Соняшникова.

## Назва
До 1962 року вулиця мала назву Зелена бічна, а від 1962 року вулиця через свою садибну забудову стала називатися Садибною.

## Забудова
Забудова вулиці переважно одноповерхова садибна 1950-1960-х роках, нова індивідуальна забудова.
№ 1а. Храм Пресвятої Трійці — єдина пам'ятка дерев'яної сакральної архітектури м. Львова (охоронний № 484-м), споруджена 1654 року. За радянських часів у храмі не відбувалися богослужіння. 1974 року тодішня влада без будь-якого обговорення з місцевою громадою передали церкву Пресвятої Трійці Львівській картинній галереї. Було в планах перевезення святині на територію Музею народної архітектури і побуту та облаштування у ній музею. 1990 року храм повернули громаді віруючих Сихівського житлового масиву, а згодом її покрили новим ґонтом. 2006 року упорядковано вхід з вулиці Коломийської та встановлено і освячено пам'ятний знак-хрест з нагоди 400-ліття храму Пресвятої Трійці. На хресті напис: «Спаси Господи, людей Твоїх, і благослови спадкоємство Твоє…».

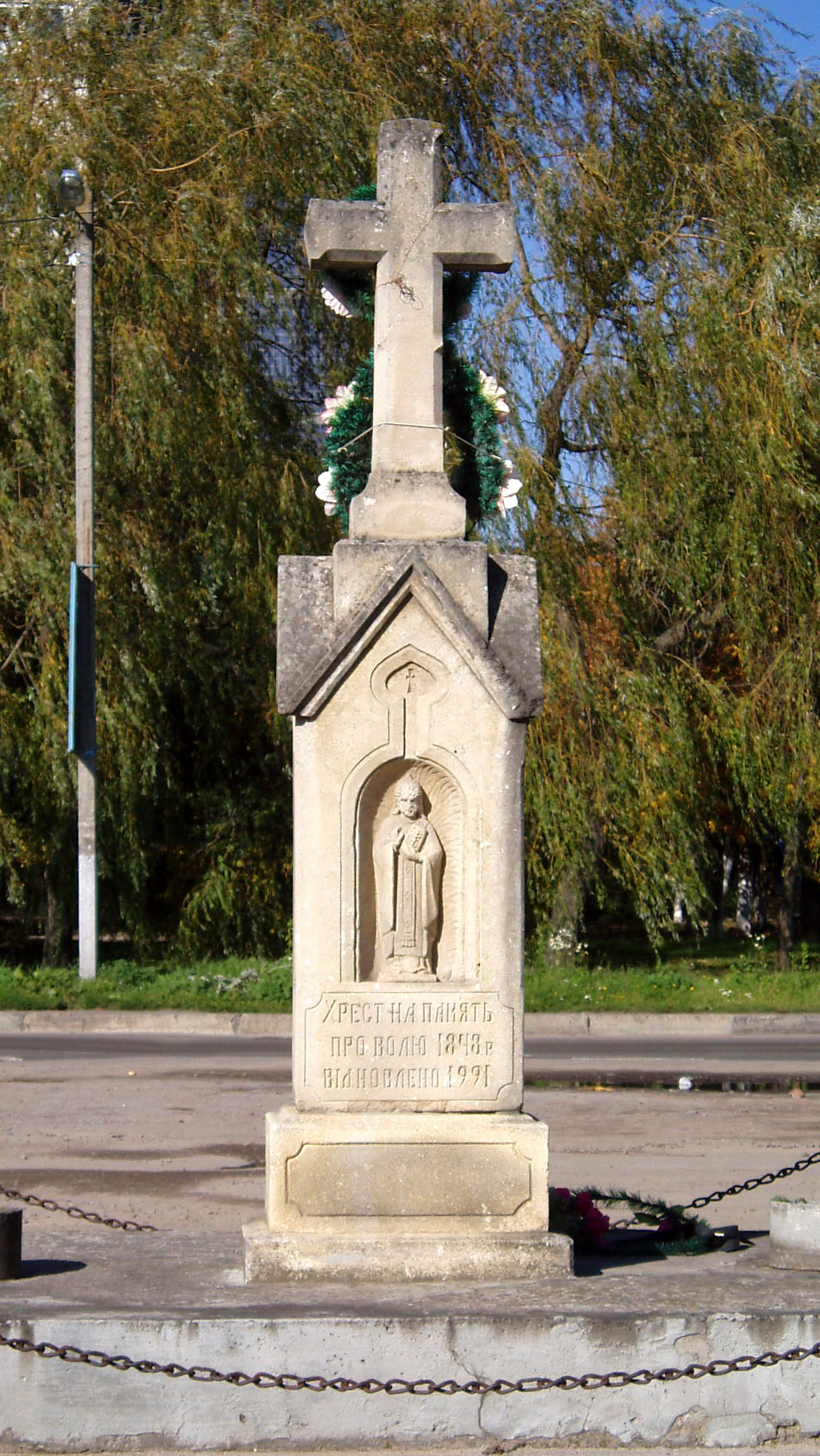
Пам'ятний хрест на згадку про скасування панщини у 1848 році

Поблизу храму (вхід з вул. Майданної) розташований старий сихівський цвинтар. 27 червня 2001 року Папа Римський Іван Павло ІІ під час свого візиту до Львова завершив процес беатифікації новомучеників УГКЦ, зокрема й пароха церкви Пресвятої Трійці о. Андрія Іщака, похованого на цьому цвинтарі. Поряд з цвинтарем розташована символічна курган-могила героям, що боролися та полягли за волю України.
Неподалік храму встановлений пам'ятний хрест на згадку про скасування панщини у 1848 році, який у наш час опинився посеред автостоянки кооперативу «Старий Сихів», що на вул. Садибній, 21.